# Gabriele Di Iorio
Gabriele Di Iorio (Napoli, 22 ottobre 1983) è un pallanuotista italiano.

## Biografia
È un giocatore di pallanuoto, ha militato fin dal 1995 nelle file del Circolo Canottieri Napoli proprietaria del suo cartellino, dove ha anche esordito nel 2000 in serie A1 contro la Pro Recco in marcatura su Massimiliano Ferretti. Il suo ruolo è quello di un difensore che ha in più ottime doti di realizzatore; il suo numero di calottina è cinque.
Il 19 marzo 2008 il giocatore nella partita Leonessa Brescia - Circolo Nautico Salerno valevole per il campionato di A/1, viene schierato tra i pali per l'assenza del portiere titolare (Bruno Antonino), febbricitante.

## Palmarès
In campionato con il Circolo Canottieri Napoli, Rari Nantes Napoli, Rari Nantes Salerno e il Circolo Nautico Salerno:
- presenze in campionato:   158
- goal in campionato:   162
- presenze nelle coppe europee:   2
- goal nelle coppe europee:   1
- presenze in coppa Italia:   -
- goal in coppa Italia:   -
- presenze totali:   180
- goal totali:   172

Vittorie:
- 1 promozione in A/1 con la Rari Nantes Napoli
- medaglia di bronzo alle finali scudetto juniores e allievi